# 't Zand (Hollande-Septentrionale)
Pour les articles homonymes, voir 't Zand.
't Zand est un village de la province de Hollande-Septentrionale aux Pays-Bas. Ce village fait partie de la commune de Schagen. Il est situé à environ 12 km au sud de Den Helder, sur le canal de la Hollande-Septentrionale.
En 2004, 't Zand avait une population de 1 787 habitants et son district statistique (ville et campagne environnante) comptait 2 320 habitants environ.